# Adonai Mitchell
Adonai Mitchell (Missouri City, 8 ottobre 2002) è un giocatore di football americano statunitense che milita nel ruolo di wide receiver per gli Indianapolis Colts della National Football League (NFL).

## Carriera universitaria

### Georgia
Mitchell si impegnò a giocare nel college football per i Georgia Bulldogs nel gennaio 2021 malgrado in precedenza si fosse impegnato nel luglio 2020 per fare parte dei Ole Miss. Aveva ricevuto offerte anche da altri programmi prestigiosi come Auburn, Missouri, West Virginia e il Boston College, tra gli altri. Nel terzo turno della stagione 2021 fu premiato come debuttante della Southeastern Conference (SEC) della settimana dopo avere fatto registrare 4 ricezioni per 77 yard e un touchdown contro South Carolina.
Mitchell fu un fattore chiave nella vittoria nella finale di campionato del 2021, ricevendo il touchdown da 40 yard del sorpasso da Stetson Bennett a 8 minuti dal termine. Chiuse l’annata come terzo ricevitore dei Bulldogs, totalizzando 27 ricezioni per 376 yard e 3 touchdown.
La seconda stagione di Mitchell fu condizionata da un infortunio alla caviglia subito nel secondo turno contro Samford. Disputò così solamente sei partite, ricevendo 134 yard e 3 touchdown. Tornò in campo nella finale della SEC contro LSU. in una gara in cui, nel primo quarto, scivolò facendosi sfuggire un potenziale touchdown. Più avanti nel corso della partita completò un passaggio per il compagno Darnell Washington che segnò una conversione da due punti. A fine stagione Georgia si riconfermò campione nazionale.

### Texas
Mitchell si trasferì a Texas nel 2023, terminando la sua unica stagione con la squadra con 14 presenze, 55 ricezioni, 845 yard ricevute e 11 touchdown, venendo inserito nella seconda formazione ideale della Big 12 Conference. Fu anche premiato come miglior nuovo arrivo nella conference.

## Carriera professionistica

### Indianapolis Colts
Mitchell fu scelto nel corso del secondo giro (52º assoluto) del Draft NFL 2024 dagli Indianapolis Colts. Debuttò come professionista partendo come titolare nella gara del primo turno contro gli Houston Texans ricevendo un passaggio da 2 yard. La sua stagione da rookie si chiuse con 23 ricezioni per 312 yard e nessun touchdown disputando tutte le 17 partite, di cui 7 come titolare.